# PureXML
pureXML es la función de almacenamiento XML nativo en el servidor de datos de IBM DB2. pureXML proporciona lenguajes de consulta, tecnologías de almacenamiento, tecnologías de indexación, y otras características para apoyar los datos XML. La palabra pure en pureXML fue elegida para indicar que DB2 nativo almacena y procesa los datos XML de forma nativa en su estructura jerárquica inherente, a diferencia de tratamiento de datos XML como texto sin formato o convertir en un formato relacional.

## Información Técnica
El sistema de gestión de base de datos DB2 incluye dos distinto mecanismos de almacenamiento: uno para el manejo eficiente de tipos de datos SQL tradicionales, y otro para el manejo de datos XML. EL mecanismo base de almacenamiento es claro y fácil de entender para los usuarios y aplicaciones; ya que simplemente usan SQL (incluyendo SQL con extensiones de XML o SQL/XML) o bien XQuery para trabajar con los datos.